# Felix Rosenthal
Felix Rosenthal (Viena, Àustria, 2 d'abril de 1867 - 30 de desembre de 1936) fou un compositor austríac.
Estudià la carrera de medicina fins a doctorar-se el 1892, però després es dedicà a la música i va tenir per professors a Adler i Fuchs a Viena i en Gernsheim a Berlín. Des del 1901 fou professor del Conservatori de Breslau. Entre els seus alumnes va tenir la compositora estatunidenca Fay Foster (1886-1960).
Se li deuen Die Musik als Eindruck (1901) i nombrosos articles en diaris. Entre les seves composicions musicals figuren: Peters Bilderbuch, comèdia; un Quintet per a piano instruments d'arc; Preludii fuga per a orgue; Variacions per a orquestra, i diverses obres per a piano, així com melodies vocals.